# Distretti del Regno di Romania nei periodi interbellici
I Distretti del Regno di Romania nei periodi interbellici furono la suddivisione amministrativa del territorio romeno durante il periodo della Grande Romania. Esistono tre periodi distinti che riflettono la suddivisione della Romania.

## Periodo 1918-1925

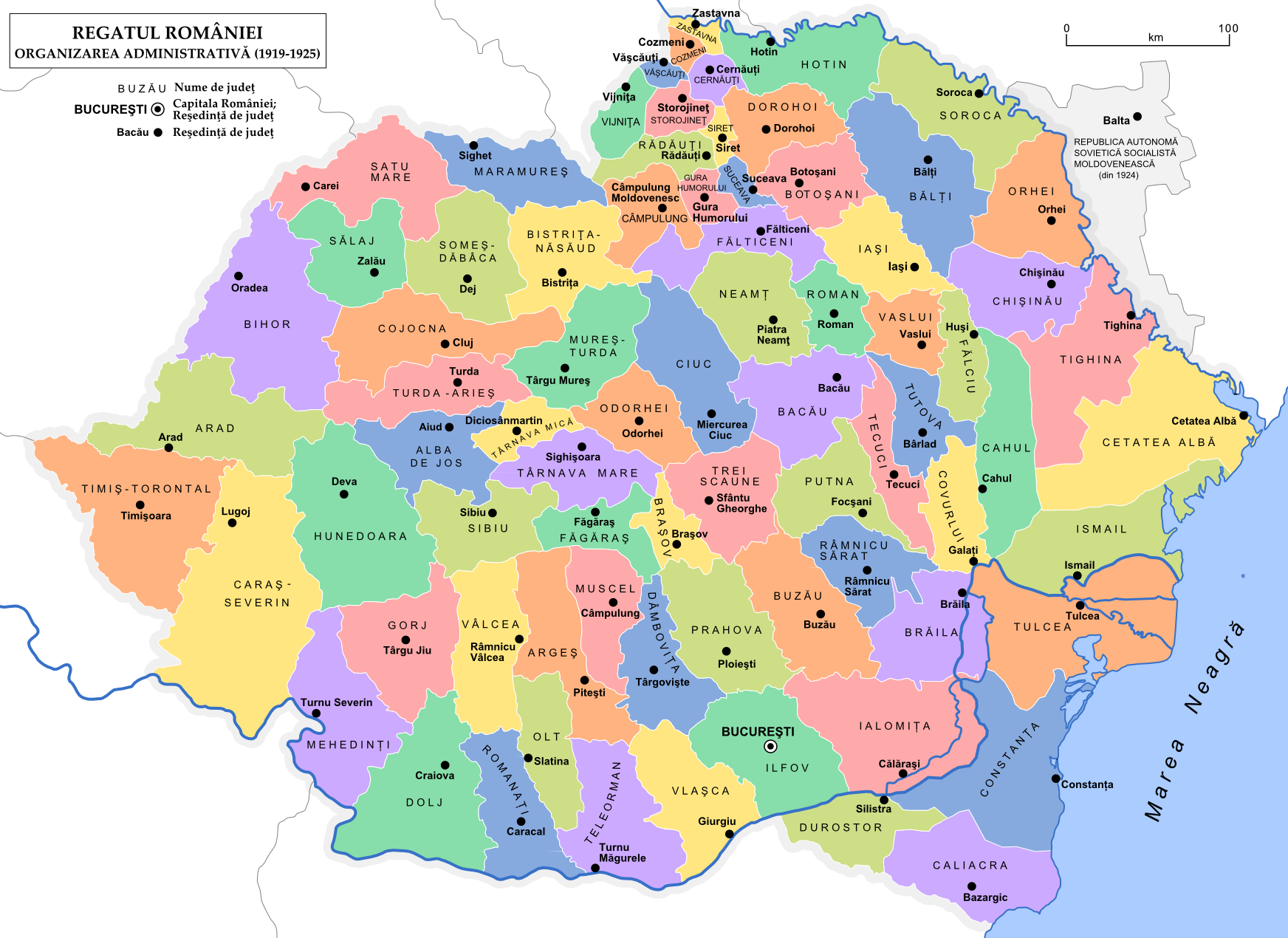
Carta amministrativa della Romania del 1925

In questo periodo vennero istituiti i vecchi distretti e le province (provinciile) del Vecchio Regno di Romania. La suddivisione avvenne il 14 giugno 1925, entrando in vigore il 1º gennaio 1926.

## Periodo 1925-1938

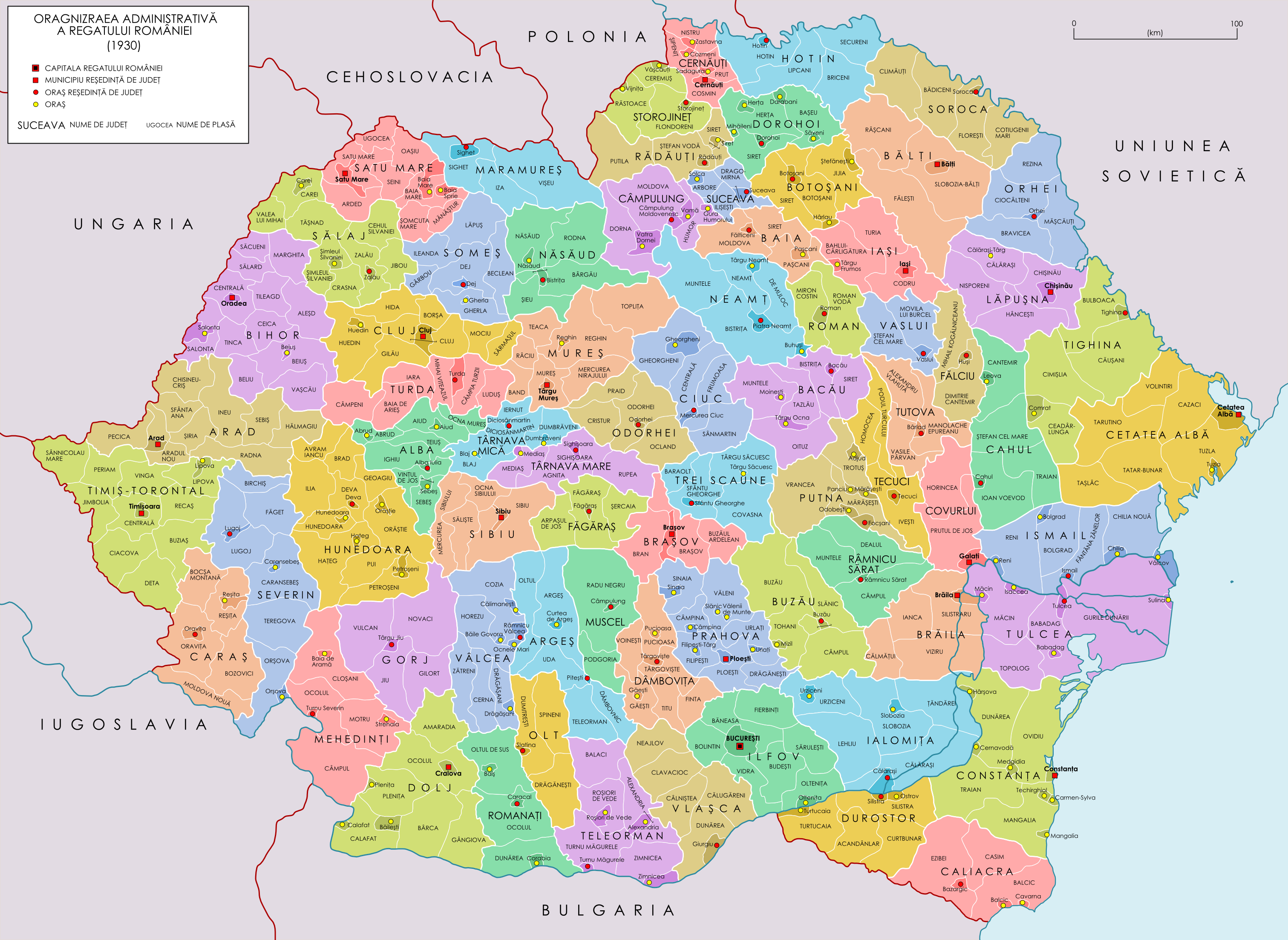
Carta amministrativa della Romania del 1930

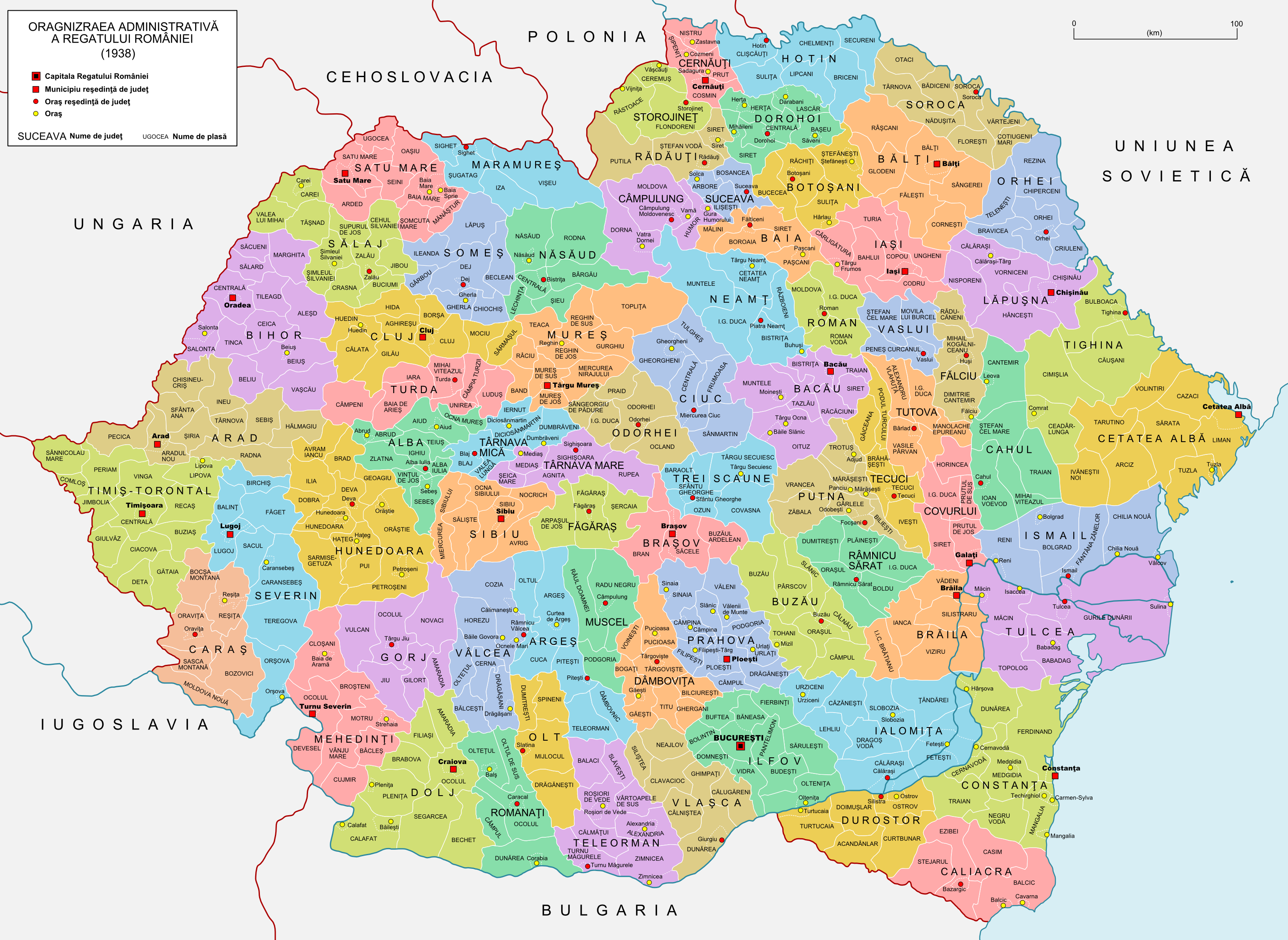
Carta amministrativa della Romania del 1938

Sulla base della Costituzione della Romania del 1923 e delle leggi di unificazione amministrativa del 1925, il territorio nazionale venne diviso in 71 distretti, 489 plăși e 8 879 comuni. Ulteriori leggi modificarono la suddivisione in località e plăși. La tabella qui sotto riporta la suddivisione del censimento del 1930.
| Nr. | Distretto      | Capoluogo             | Popolazione | Area (km²) | Densità (loc/km²) |
| --- | -------------- | --------------------- | ----------- | ---------- | ----------------- |
| 1   | Alba           | Alba Iulia            | 213795      | 2433       | 87.873            |
| 2   | Arad           | Arad                  | 423824      | 6248       | 67.834            |
| 3   | Argeș          | Pitești               | 258305      | 4216       | 61.268            |
| 4   | Bacău          | Bacău                 | 260781      | 4410       | 59.134            |
| 5   | Baia           | Fălticeni             | 155915      | 3353       | 46.500            |
| 6   | Bălți          | Bălți                 | 386476      | 5260       | 73.475            |
| 7   | Bihor          | Oradea                | 509130      | 7467       | 68.184            |
| 8   | Botoșani       | Botoșani              | 216537      | 3077       | 70.373            |
| 9   | Brașov         | Brașov                | 167946      | 2605       | 64.471            |
| 10  | Brăila         | Brăila                | 219932      | 4286       | 51.314            |
| 11  | Buzău          | Buzău                 | 309425      | 4936       | 62.687            |
| 12  | Cahul          | Cahul                 | 194631      | 4442       | 43.816            |
| 13  | Caliacra       | Bazargic              | 166588      | 4500       | 37.020            |
| 14  | Caraș          | Oravița               | 200390      | 4693       | 42.700            |
| 15  | Câmpulung      | Câmpulung Moldovenesc | 95174       | 2349       | 40.517            |
| 16  | Cernăuți       | Cernăuți              | 305097      | 1771       | 172.274           |
| 17  | Cetatea Albă   | Cetatea Albă          | 340459      | 7595       | 44.827            |
| 18  | Ciuc           | Mercurea Ciuc         | 146584      | 4993       | 29.358            |
| 19  | Cluj           | Cluj                  | 333545      | 4813       | 69.301            |
| 20  | Costanza       | Costanza              | 249914      | 6910       | 36.167            |
| 21  | Covurlui       | Galați                | 211196      | 2662       | 79.337            |
| 22  | Dâmbovița      | Târgoviște            | 310310      | 3440       | 90.206            |
| 23  | Dolj           | Craiova               | 487047      | 6538       | 74.495            |
| 24  | Dorohoi        | Dorohoi               | 209248      | 2846       | 73.524            |
| 25  | Durostor       | Silistra              | 211439      | 3226       | 65.542            |
| 26  | Făgăraș        | Făgăraș               | 86461       | 2432       | 35.551            |
| 27  | Fălciu         | Huși                  | 113049      | 2120       | 53.325            |
| 28  | Gorj           | Târgu Jiu             | 208099      | 4579       | 45.446            |
| 29  | Hotin          | Hotin                 | 395345      | 3782       | 104.533           |
| 30  | Hunedoara      | Deva                  | 331677      | 7695       | 43.103            |
| 31  | Ialomița       | Călărași              | 295500      | 7095       | 41.649            |
| 32  | Iași           | Iași                  | 276230      | 3227       | 85.600            |
| 33  | Ilfov          | Bucarest              | 992416      | 5197       | 190.959           |
| 34  | Ismail         | Ismail                | 224229      | 4212       | 53.236            |
| 35  | Lăpușna        | Chișinău              | 421857      | 4181       | 100.899           |
| 36  | Maramureș      | Sighet                | 162158      | 3381       | 47.962            |
| 37  | Mehedinți      | Turnu Severin         | 306339      | 5320       | 57.583            |
| 38  | Mureș          | Târgu Mureș           | 289817      | 4856       | 59.682            |
| 39  | Muscel         | Câmpulung             | 150458      | 3058       | 49.201            |
| 40  | Năsăud         | Bistrița              | 145423      | 4326       | 33.616            |
| 41  | Neamț          | Piatra Neamț          | 198670      | 3977       | 49.955            |
| 42  | Odorhei        | Odorhei               | 130646      | 2977       | 43.885            |
| 43  | Olt            | Slatina               | 184219      | 2863       | 64.345            |
| 44  | Orhei          | Orhei                 | 277009      | 4246       | 65.240            |
| 45  | Prahova        | Ploești               | 478007      | 5040       | 94.843            |
| 46  | Putna          | Focșani               | 193738      | 3340       | 58.005            |
| 47  | Rădăuți        | Rădăuți               | 161865      | 2360       | 68.587            |
| 48  | Râmnicu Sărat  | Râmnicu Sărat         | 185110      | 3324       | 55.689            |
| 49  | Roman          | Roman                 | 151918      | 1880       | 80.807            |
| 50  | Romanați       | Caracal               | 271288      | 3560       | 76.204            |
| 51  | Satu Mare      | Satu Mare             | 295131      | 4242       | 69.574            |
| 52  | Sălaj          | Zalău                 | 342672      | 5191       | 66.013            |
| 53  | Severin        | Lugoj                 | 240715      | 6422       | 37.483            |
| 54  | Sibiu          | Sibiu                 | 193309      | 3531       | 54.746            |
| 55  | Someș          | Dej                   | 220353      | 3965       | 55.575            |
| 56  | Soroca         | Soroca                | 315774      | 4331       | 72.910            |
| 57  | Storojineț     | Storojineț            | 169518      | 2653       | 63.897            |
| 58  | Suceava        | Suceava               | 121870      | 1309       | 93.102            |
| 59  | Târnava Mare   | Sighișoara            | 148798      | 2836       | 52.468            |
| 60  | Târnava Mică   | Diciosânmartin / Blaj | 148340      | 2081       | 71.283            |
| 61  | Tecuci         | Tecuci                | 157079      | 2408       | 65.232            |
| 62  | Teleorman      | Turnu Măgurele        | 348027      | 4577       | 76.038            |
| 63  | Tighina        | Tighina               | 307629      | 6333       | 48.576            |
| 64  | Timiș-Torontal | Timișoara             | 500416      | 7600       | 65.844            |
| 65  | Trei Scaune    | Sfântu Gheorghe       | 136358      | 3337       | 40.862            |
| 66  | Tulcea         | Tulcea                | 183391      | 8626       | 21.260            |
| 67  | Turda          | Turda                 | 181953      | 3158       | 57.617            |
| 68  | Tutova         | Bârlad                | 144267      | 2498       | 57.753            |
| 69  | Vaslui         | Vaslui                | 138870      | 2260       | 61.447            |
| 70  | Vâlcea         | Râmnicu Vâlcea        | 246616      | 4081       | 60.430            |
| 71  | Vlașca         | Giurgiu               | 296616      | 4494       | 66.003            |

## Periodo 1938-1940

Ținuturile României nel 1939

La costituzione del 1938 introdusse una suddivisione di tipo fascista, introducendo ținutul con più distretti. In base alle leggi amministrative del 14 agosto 1938 vennero create 10 ținuturi con all'interno diversi distretti (județe) indipendenti tra cui: Argeș (o Bucegi), Crișuri (o Someș), Dunării (o Dunărea de Jos), Jiu (o Olt), Mării, Mureș (o Alba Iulia), Nistru, Prut, Suceava, Timiș.
Questo modello si ispirava a quello italiano fascista del 1926 e iugoslavo del 1929. Ținuturile vennero create sulla base delle appartenenze storiche delle località. I distretti della Transilvania a maggioranza magiara furono inclusi in ținuturi separati: județul Trei Scaune fu incluso in Ținutul Argeș, Ciuc e Odorhei in Ținutul Alba Iulia.

## Cartine

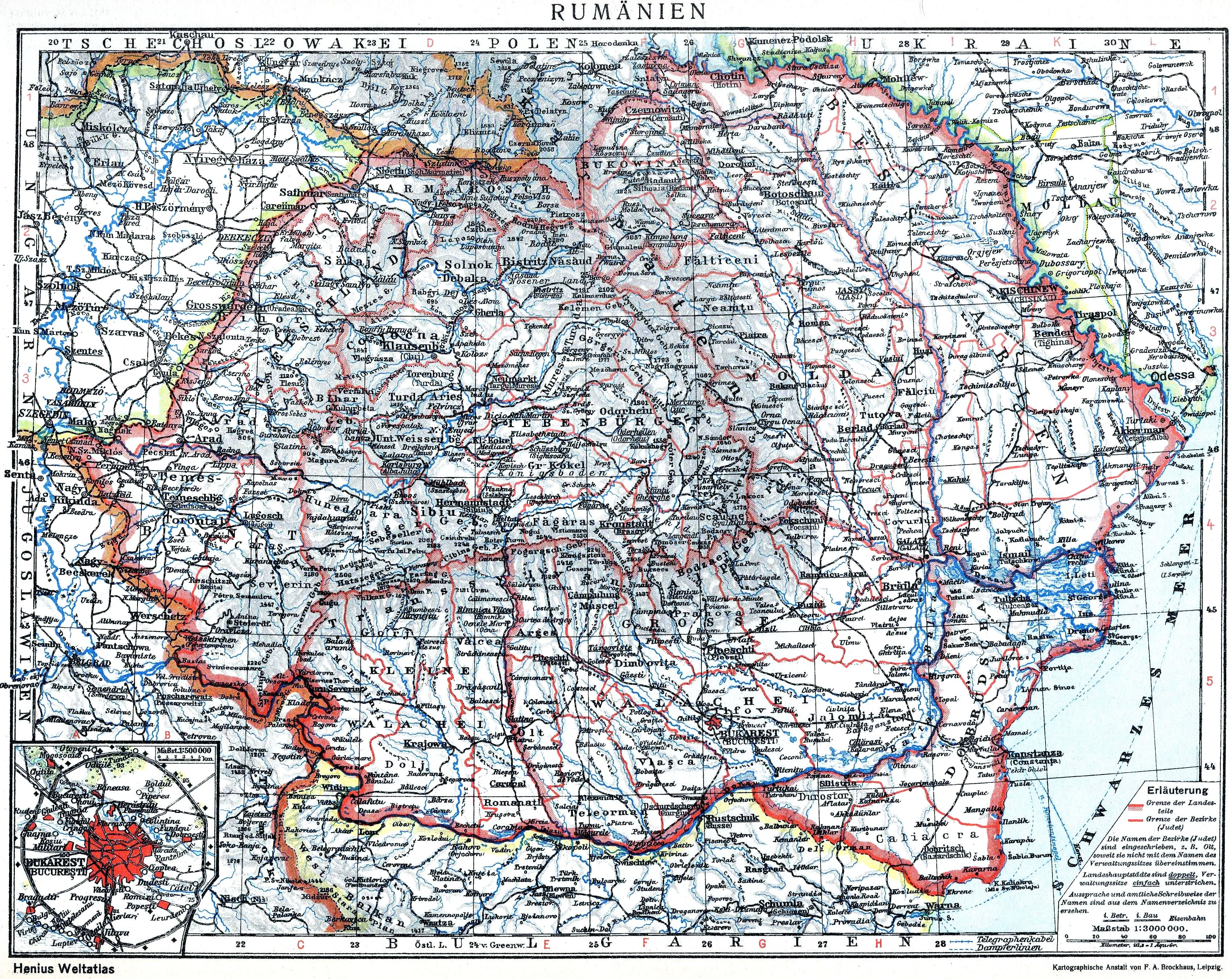
Județele Regatului României prima della riforma del 1926
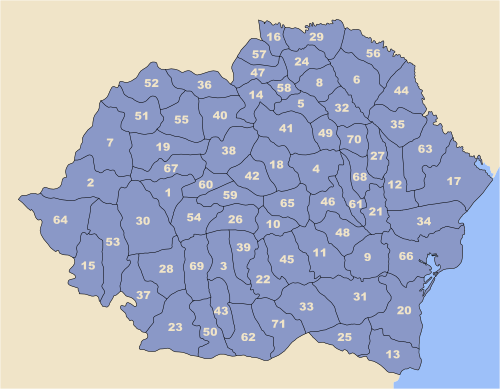
Județele Regatului României dopo la riforma del 1926
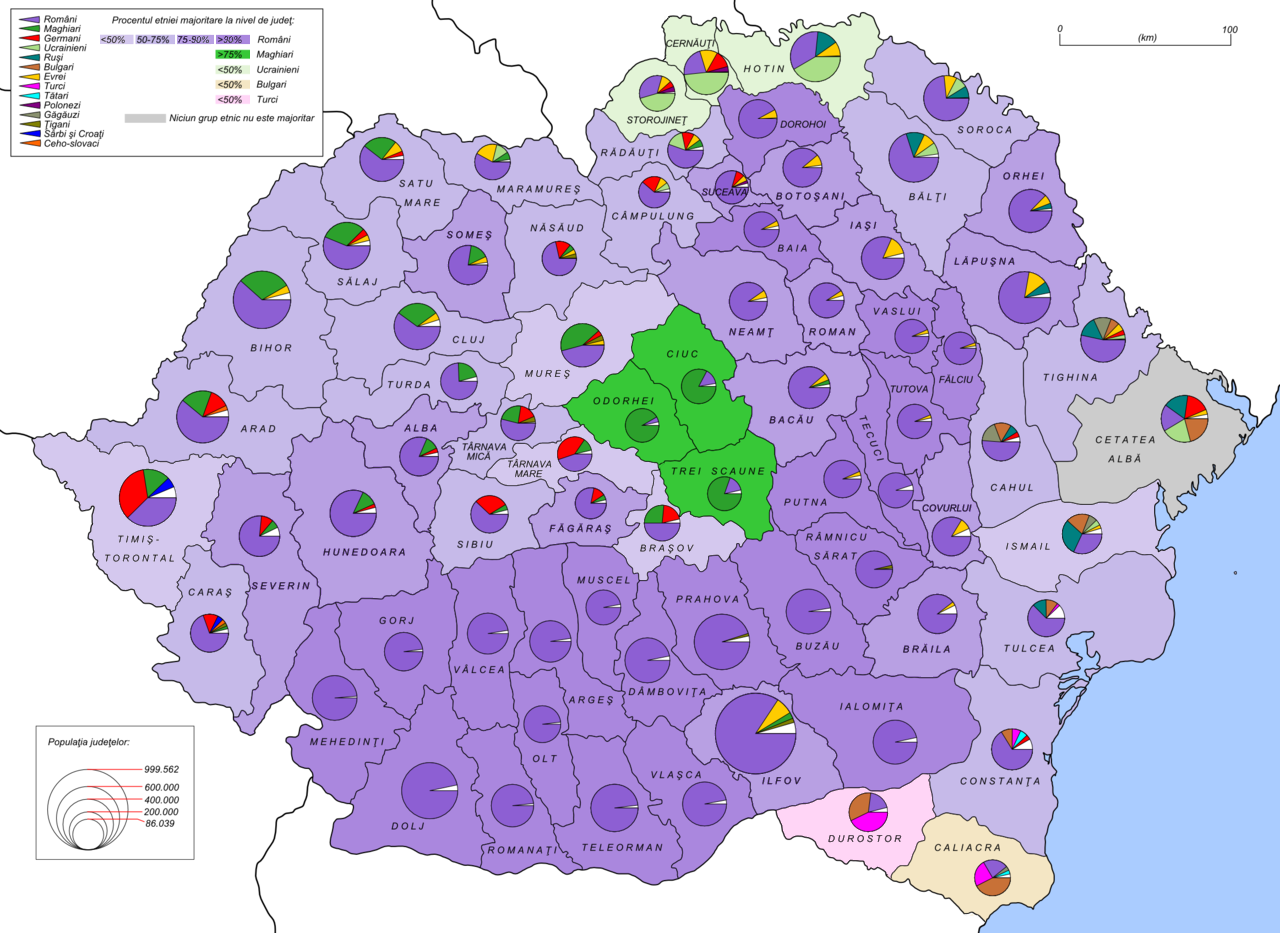
Carta etnica județelor Regatului României, conforme al censimento del 1930